# Borgo Priolo
Borgo Priolo – miejscowość i gmina we Włoszech, w regionie Lombardia, w prowincji Pawia.
Według danych na rok 2004 gminę zamieszkiwały 1404 osoby, gęstość zaludnienia wynosiła 50,1 os./km².